# Drama/Mex
Drama/Mex és una pel·lícula de drama dirigida per Gerardo Naranjo gravada en el 2006, es troba dividida en 3 segments joves que són situades en el port d'Acapulco tocant temes com el de la violació. Aquesta pel·lícula és el segon llargmetratge del director Gerardo Naranjo i va ser projectada en el festival de Cannes juntament amb el curtmetratge David i el documental Toro negro.

## Sinopsi
Drama/Mex narra la història dels adolescents Fernanda i Chano de classe mitjana-alta que tenen una relació destructiva on mantenen relacions sexuals violentes i Fernanda enganya a Chano amb Gonzalo, un porter. Aquesta història es combina amb la història d'un buròcrata suïcida que es roba la nòmina del seu treball i una noia que fuig de la seva casa s'entrellacen al port mexicà d'Acapulco.

## Repartiment
- Fernando Becerril - Jaime.
- Juan Pablo Castañeda - Gonzalo.
- Diana Garcia - Fernanda.
- Martha Claudia Moreno - Mama Yhahaira.
- Miriana Moro - Tigrillo.
- Emilio Valdés - Chano Cuerpiperro.

## Festivals
- 59è Festival Internacional de Cinema de Canes, Setmana de la Crítica França 2006.[4]
- 31è Festival Internacional de Cinema de Toronto, Canadà 2006.[5]
- 50è Festival Internacional de Cinema de Londres, Gran Bretanya 2006.
- 4t Festival Internacional de Cinema de Morelia, Mèxic 2006.
- 4t Festival Internacional de Cinema Contemporani de la Ciutat de Mèxic, 2007.
- 7è Festival de Creació Audiovisual, Ciutat de Majadahonda, Espanya 2007.